# Start- und Landeplatz

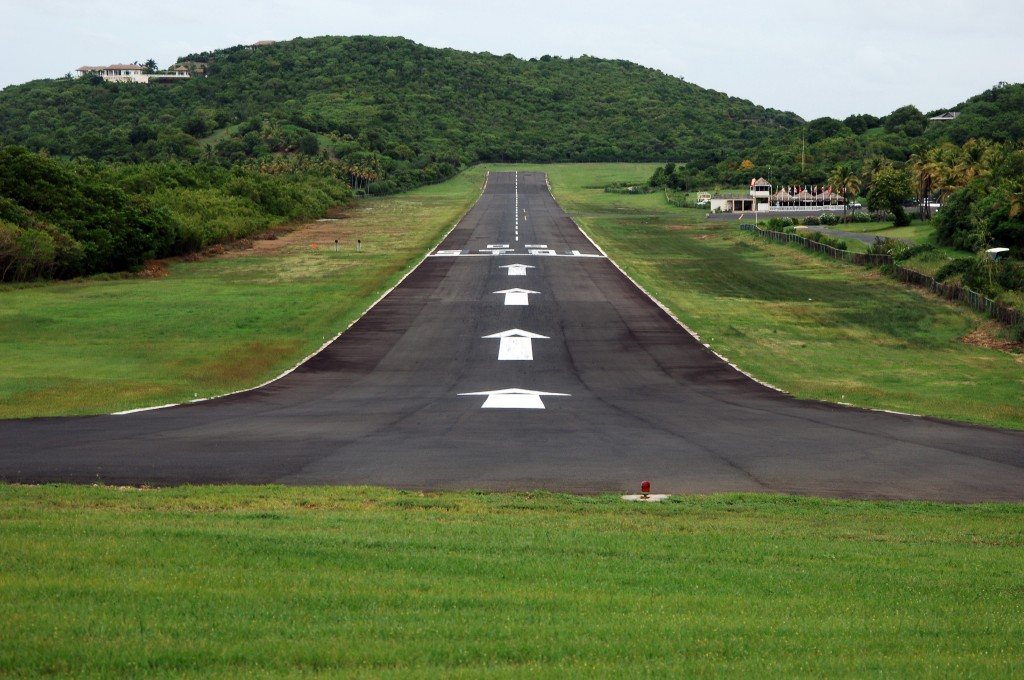
Kleine Start-/Landebahn auf Mustique

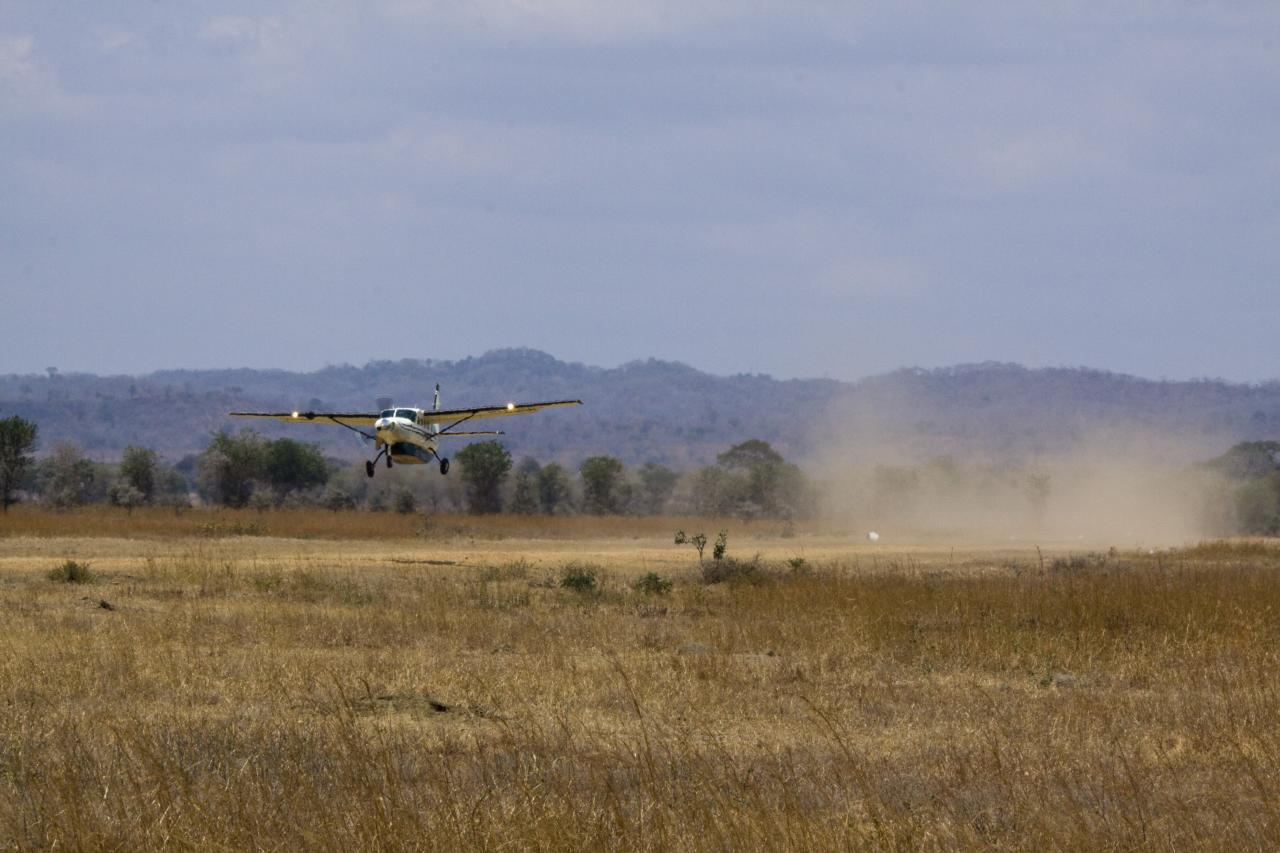
Mikumi Airstrip mit Sandpiste bei der Parkverwaltung des Mikumi-Nationalparks in der Region Morogoro, Tansania

Ein Start- und Landeplatz ist eine meist vorbereitete Örtlichkeit, an der ein Luft- oder Raumfahrzeug startet beziehungsweise landet.
Start- und Landeplätze sind in Industrieländern meist mit einer Infrastruktur versehen, z. B. Befestigungen, Personal, Befeuerungsanlagen, Navigationshilfen, Flugsicherung, Tower, Radaranlage, Hangars, Tankstellen und Service-Fahrzeuge. An abgelegenen Orten kann der Platz jedoch auch nur aus einer mehr oder weniger befestigten Sand-, Gras- oder Schotterpiste bestehen. Im Sprachgebrauch des internationalen Luftverkehrs werden solche Plätze als Airstrip bezeichnet. 
Die bekanntesten Plätze sind die Start- und Landebahnen auf Flugplätzen, die vor allem für Flugreisen, Luftfrachtumschlag und die militärische Luftfahrt genutzt werden.

## Ausstattung
Die Art und der Umfang der Ausstattung der Start- und Landeplätze hängt von der Größe und den verkehrenden Flugobjekten ab.
- Bei Flugzeugen, außer Senkrechtstartern beim Starten, ist dies ein Flugplatz bzw. Flugzeugträger, vgl. Start- und Landebahn.
- Luftschiffe verwenden einen Ankermast für den Start.
- Hubschrauber verwenden in der Regel einen Hubschrauberlandeplatz bzw. ein Heliport (auch zum Starten).
- In der Raumfahrt ist dies die Startrampe/Startturm/Versorgungsturm, aber auch völlig unvorbereitete Plätze auf Himmelskörpern ohne jede Infrastruktur.
- Gleitschirme benötigen einen Hang, auf dem Anlauf genommen werden kann.
- Fallschirm(springer) benötigen zur Landung einen ungefährlichen Platz, also keine Wälder, Straßen oder Klippen.